# 生驹氏马先蒿
生驹氏马先蒿（学名：Pedicularis ikomai），又名高山马先蒿，为列当科马先蒿属的植物，是台灣的特有植物。分布在台灣本島，生长于海拔3,000米的地区，一般生长在中央岩壁附近，目前尚未由人工引种栽培。